# Zungenreiniger

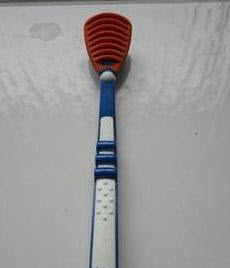
Zungenschaber

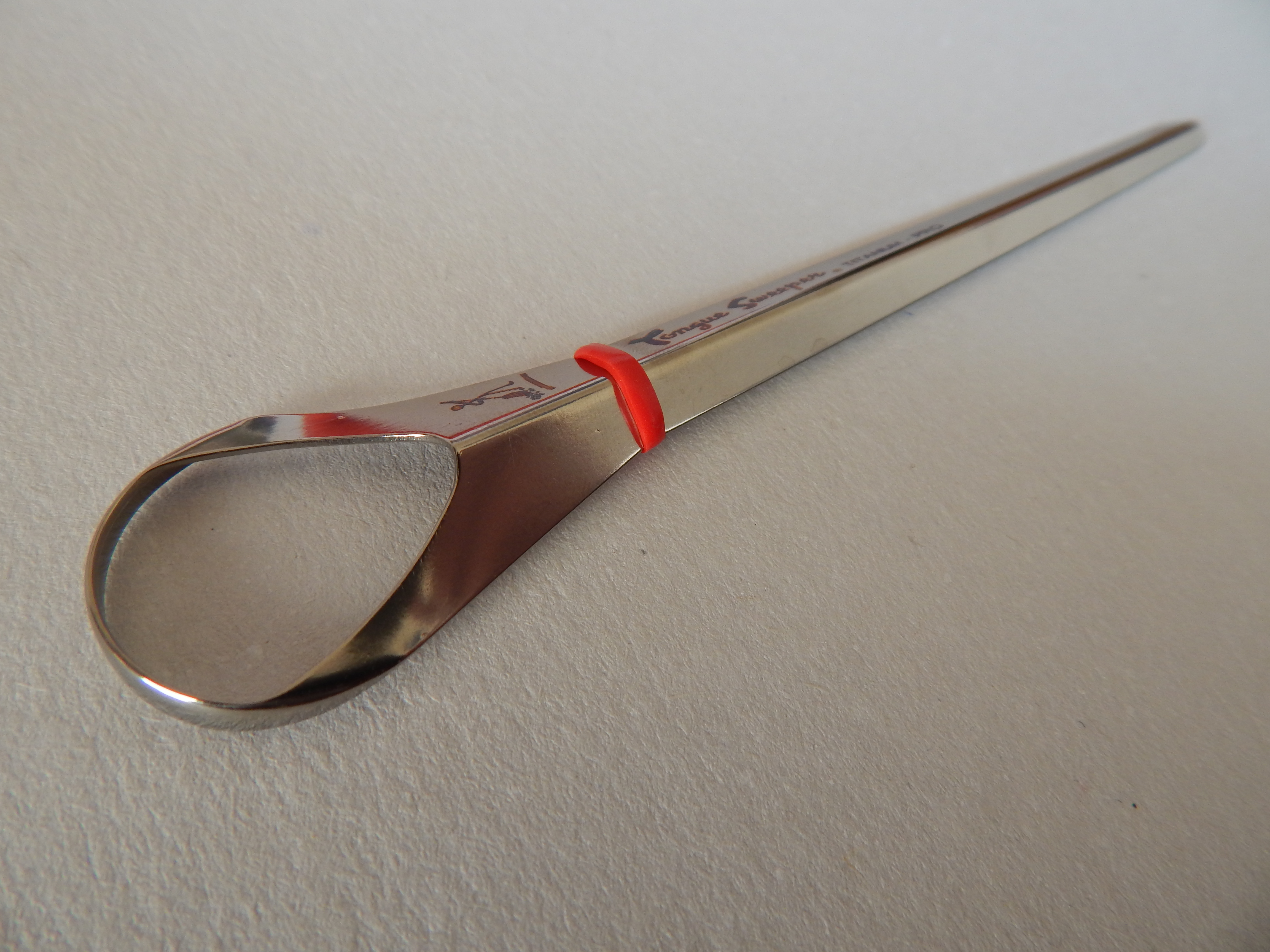
Zungenschaber aus Titan

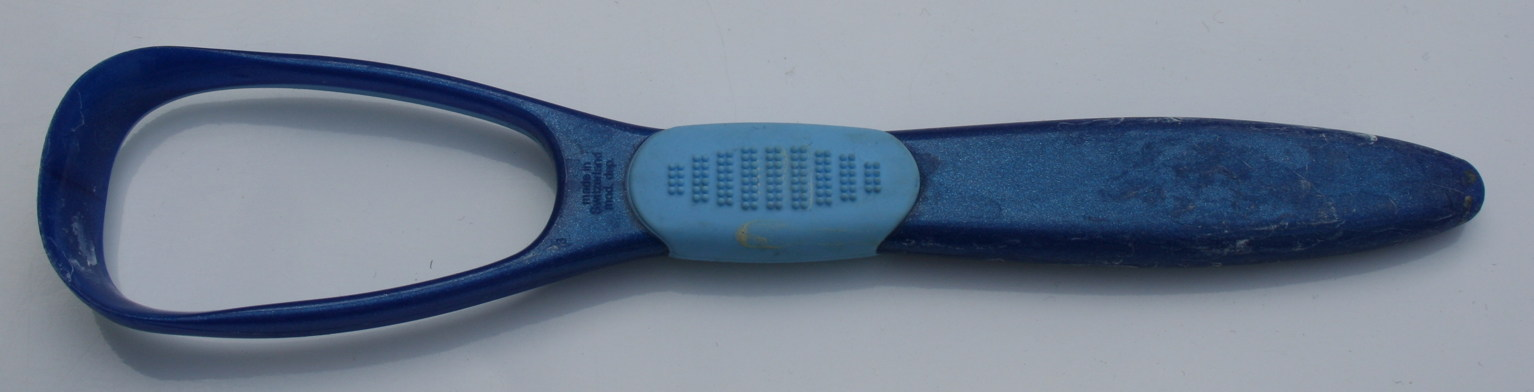
Zungenschaber aus Kunststoff

Ein Zungenreiniger ist ein Instrument zur Reinigung und Pflege der Zunge im Zusammenhang mit der Mundhygiene. Es gibt Zungenbürsten, Zungenschaber (Zungenkratzer) und Kombinationen aus beiden. Mit einem Zungenreiniger lässt sich der Zungenbelag von der Zungenoberfläche einfach, behutsam und ohne Nebenwirkungen entfernen.

## Funktion
Die vorderen zwei Drittel der Zunge kommen durch Sprechen und Schlucken häufig mit dem Gaumen in Kontakt. Dadurch wird dieser Teil der Zunge sauber gehalten. Auf dem hinteren Drittel der Zunge kann sich dagegen ein Belag aus Essensresten bilden. Dieser bildet einen Nährboden für Bakterien und Pilze, die zu Erkrankungen der Mundschleimhaut führen können. Durch die Zersetzungsprozesse entstehen Gase, die für Mundgeruch verantwortlich sein können. Der Zusammenhang zwischen Zungenbelag und Mundgeruch wurde erstmals 1920 wissenschaftlich nachgewiesen. In ca. 80 % aller Fälle ist der Grund des Mundgeruchs im Rachenraum zu suchen, und davon meist auf der Zunge. Nur in dem verbleibenden Fünftel entsteht Mundgeruch durch Probleme im Nasenraum oder bei Krankheiten des Magen-Darm-Traktes. Der Zungenbelag entsteht als Folge der Ausscheidungsprozesse des Körpers. Durch das Abtragen unterstützt man den Organismus bei seiner Reinigung.
Ein weiterer Grund für die Reinigung der Zunge ist die Erhöhung des Geschmacksempfindens, da die Geschmacksknospen (Papillen) gereinigt werden.
Zungenreiniger sind in der Ayurveda (traditionelle indische Heilkunst) lange bekannt. Früher benutzte man hauptsächlich aromatisierte kleine Zweige. Die Zungenreinigung ist in vielen asiatischen Ländern selbstverständlich; in Europa ist sie noch relativ unbekannt. Zunehmend werden Zungenreiniger auch aus optischen Gründen eingesetzt, um eine rosafarbige Zunge als Symbol für Gesundheit und Schönheit zu erhalten. Besonders in Indien steht eine rosafarbene Zunge für eine gute Gesundheit.
Eine gewöhnliche Zahnbürste eignet sich nur teilweise für die Zungenreinigung. Spezielle Zungenreiniger sind flacher, dadurch wird der Kontakt mit der Uvula und somit der Würgreflex vermieden. Außerdem können Zahnbürsten den Belag nicht abziehen und bei zu unvorsichtiger Verwendung die Papillen verletzen.
Die Anwendung erfolgt nach dem Zähneputzen, wobei man den Zungenreiniger mit leichtem Druck von hinten nach vorne über die Zunge zieht und den Belag unter fließendem Wasser abspült. Diesen Vorgang wiederholt man 3- bis 4-mal.

## Zungenschaber

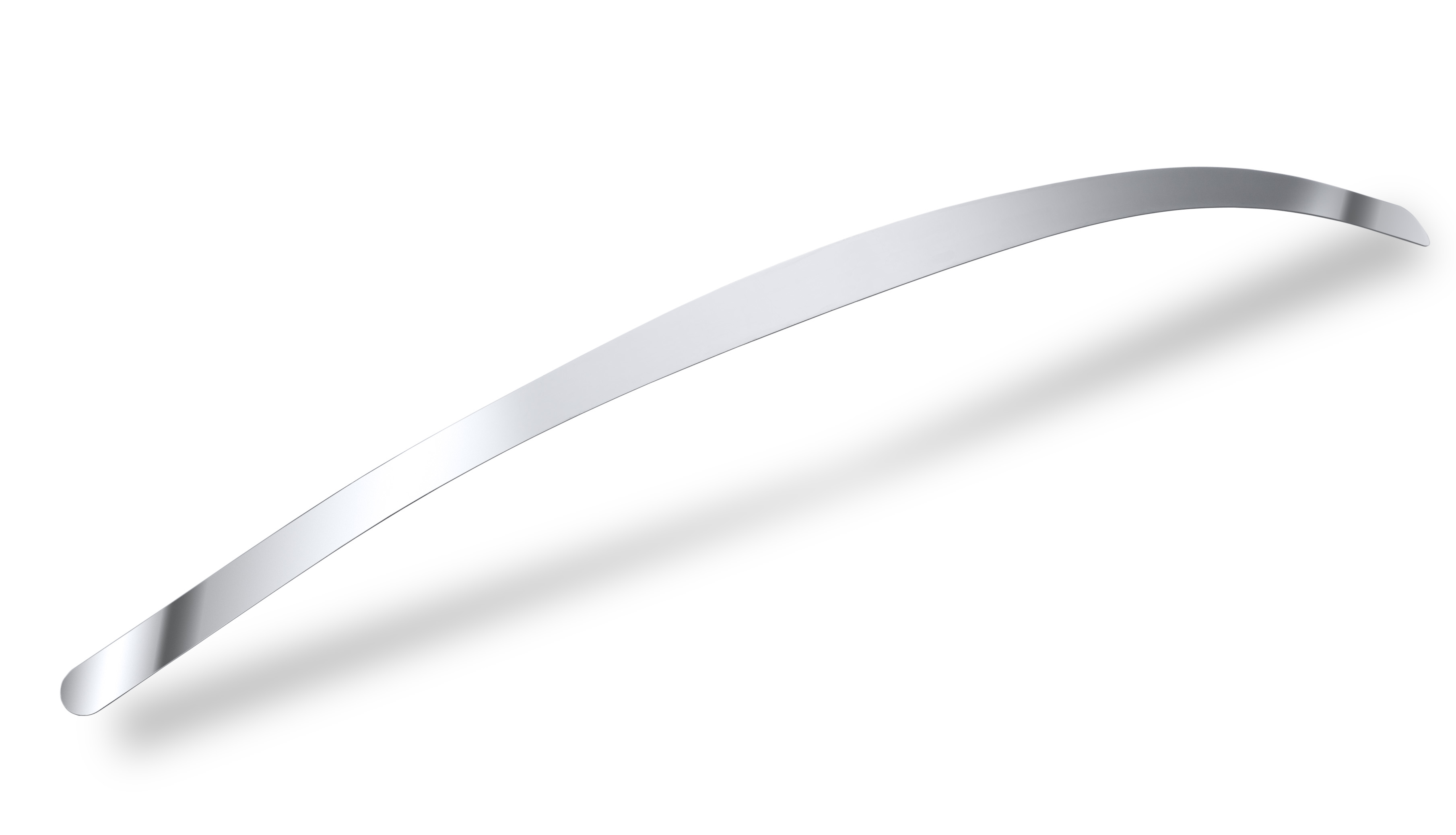
Zungenschaber aus Edelstahl

Zungenschaber gibt es in unterschiedlichen Formen: Beispielsweise als gebogener, in der Biegung abgeflachter Stab aus Edelstahl oder aus Kunststoff in einer Form ähnlich einem Nassrasierer.
Es gibt Zungenschaber, die gerade sind und zur Verwendung auf der Zunge gebogen werden. Modelle, die sich der Zungenanatomie anpassen, haben eine Art Bauch, der in die Zungengrube eingreift, um einen besseren Reinigungseffekt zu erzielen.
Zungenschaber aus Edelstahl oder Silber lassen sich leicht reinigen und haben eine lange Lebensdauer. In Europa kommen zunehmend Plastikprodukte auf den Markt, die aber nicht die Haltbarkeit und Hygiene der Silber- und Edelstahl-Zungenschaber aufweisen.

## Zungenbürste

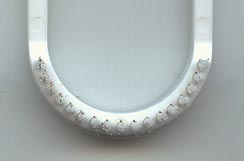
Zungenbürste

Die Zungenbürste hat auf der einen Seite kleine Borstenköpfe, ähnlich einer Zahnbürste, mit denen die Zunge gereinigt wird. Die Zungenbürsten müssen allerdings wie Zahnbürsten regelmäßig ersetzt werden. Rückseitig verfügen sie häufig über einen Zungenschaber.